# Juana Patiño
Juana Nora Patiño (Buenos Aires, Argentina, 3 de abril de 1946 - ibídem, 3 de marzo de 2015) fue una periodista, locutora, escritora, productora y directora de radio argentina con una larga trayectoria.

## Carrera
Enfocada en el mundo del periodismo de espectáculo, participó como panelista de decenas de programas chimenteros. Fue miembro por varios años de la Asociación de Cronistas Cinematográficos de la Argentina, lo que la llevó a ser jurado de los Premios Martín Fierro, Estrellas de Mar, ACE, Hugo y Cóndor de Plata.
Con más de 30 años de carrera en los medios radiofónicos y de comunicación audiovisual, nació y fue bautizada bajo la carpa de un circo. Luego se recibió de maestra de grado, hasta incursionar en el periodismo al estudiar las carreras de Libretista y de Producción en el ISER.
Fue durante ocho años jefa de Medios en el Diario Crónica, productora radial en Radio El Mundo, Belgrano, Excelsior y Rivadavia. Fue libretista de radioteatros para LRA Radio Nacional.
En televisión trabajó como guionista el programa Telescuela Técnica, y como asistente de producción para el programa En casa de Analía emitido por Canal 13 junto a Analía Gadé. Luego como productora de Una Terraza al Mar y  Carozo y Narizota. Desde 1996 condujo su propio espacio por El Canal de Las Ideas, Atrevidas. También hizo las columnas de cine y teatro para la cadena ECO en el programa matinal de Miguel Cores, Muy cerca.
En radio condujo el programa Varieté que se emitió en la Radio de la Ciudad AM 1110. Trabajó también como productora del programa Dinámico emitido por Radio Belgrano con Palito Ortega.
En la década del 1980 estuvo a cargo de la prensa y relaciones pública de Luis Miguel durante sus giras por Argentina, del Puma Rodríguez y de las telenovelas de Televisa (Apasionada, Dos a Quererse).
Fue creadora del premio Atrevidas que tuvo gran repercursión en el país. En el 2005 publica su libro titulado El circo que yo viví con edición de Marcelo Oliveri.
En teatro intervino como actriz y cantante en la obra Atrevidas Tango, junto a Griselda Demarchi y Celeste Serine. Y en prensa de obras como El aroma del anís, Troianísima y Tres hombres de bien.
Entre los amigos del medio se encontraban Mirtha Legrand, Silvia Legrand, Jorge Lafauci, Facundo Arana, Marta González, María Rosa Fugazot, quienes la acompañaron durante su enfermedad.
Fue una innata cantante, lo que demostró como invitada en Bailando por un sueño conducido por Marcelo Tinelli.

## Fallecimiento
La periodista Juana Patiño, murió a las 6 a. m. del martes 3 de marzo de 2015 en la Clínica Trinidad de Palermo (en Buenos Aires), después de perder la lucha contra una leucemia que le había sido diagnosticado dos años antes. Dicha patología le provocó un problema en la producción de plaquetas, lo que acarreó, a su vez, un severo cuadro de neumonía que no pudo superar debido a las bajas defensas. Tenía 68 años.